# IC 3825
IC 3825 је спирална галаксија у сазвјежђу Гавран која се налази на листи објеката дубоког неба у Индекс каталогу.
Деклинација објекта је - 14° 31' 11" а ректасцензија 12h 50m 37,1s. Привидна величина (магнитуда) објекта IC 3825 износи 15,2 а фотографска магнитуда 16,0.